# Herb powiatu zawierciańskiego

Herb powiatu w latach 2000-2024

Herb powiatu zawierciańskiego – jeden z symboli powiatu zawierciańskiego, którego obecna wersja, autorstwa Kamila Wójcikowskiego i Roberta Fidury, została ustanowiona 29 lutego 2024.

## Wygląd
Herb przedstawia na tarczy w polu czerwonym z prawej połuorła srebrnego z orężem, przepaską koniczynową i koroną złotymi, z lewej basztę srebrna z blankami, pojedynczym otworem strzelniczym czarnym oraz zaznaczonymi ciosami kamiennymi o różnych rozmiarach.
Poprzedni herb powiatu wyobrażał na tarczy koloru czerwonego srebrny mur z dwiema wieżami, nad nim wizerunek srebrnego orła i pół złotego koła młyńskiego, w bramie trzy kłosy zboża, a w dolnym polu trzy linie faliste: dwie błękitne i srebrna. Herb ten został zakwestionowany przez Komisję Heraldyczną, która wskazała na jego przeładowanie symbolami oraz niestosowne użycie motywu murów obronnych, symbolu samorządu miejskiego, w herbie powiatowym.

## Symbolika
Orzeł w obu herbach symbolizuje przynależność ziem powiatu do historycznego województwa krakowskiego. Z kolei elementy architektoniczne wskazują na istniejące tutaj zamki, w szczególności Zamek Ogrodzieniec, którego charakterystyczna wieża widnieje w nowej wersji herbu. Pozostałe motywy widniejące w starym herbie oznaczały: koło zębate - tradycje przemysłowe, kłosy - tradycje rolnicze, woda - rzekę Wartę.